# Kościół św. Anny w Mosarzu
Kościół św. Anny w Mosarzu – kościół parafialny w Mosarzu. Jest jednym z niewielu na terenie Białorusi kościołów czynnych nieprzerwanie od czasu fundacji.

## Historia
Kościół ufundował w 1792 r. kasztelan połocki hrabia Robert Brzostowski i jego żona Anna Brzostowska, właściciele Mosarza. Nazwany został na cześć fundatorki. 8 marca 1792 r. przeznaczyli na ten cel 1000 złotych. Fundusz został zatwierdzony 13 marca 1792 r. edyktem biskupa wileńskiego ks. Ignacego Massalskiego. Budynek wzniesiono w stylu klasycystycznym. Na fasadzie znajdował się napis "Dom mój domem modlitwy", zniszczony po II wojnie światowej. W 1851 r. świątynię konsekrował biskup wileński ks. Wacław Żyliński. W okresie zaborów próbowano wprowadzić liturgię w języku rosyjskim, później władze chciały zmienić kościół w prawosławną cerkiew, lecz nie udało się to z powodu oporu wiernych. Po odzyskaniu przez Polskę niepodległości, w 1922 r. odnowiono kościół. Podczas II wojny światowej kościół był otwarty. Po wojnie bezskutecznie próbowano go zamknąć. W latach 1961–1988 w parafii nie było proboszcza, lecz wierni mimo prześladowań, zbierali się w kościele na modlitwie. W latach 90. XX w. kościół odnowiono, założono park przed świątynią z rzeźbami, uporządkowano cmentarz, zbudowano stacje drogi krzyżowej, kopię kaplicy Matki Bożej Ostrobramskiej w Wilnie, w 2003 r. wzniesiono stacje drogi różańcowej i grotę Matki Bożej z Lourdes. Zbudowano także dom parafialny. 15 sierpnia 2005 r. uroczyście odsłonięto pomnik św. Jana Pawła II.

## Relikwieśw. Justyna
W bocznej kaplicy kościoła znajdują się relikwie św. Justyna. Relikwie przywiózł do Polski z Rzymu starosta zarzecki Antoni Koszczyc. Otrzymał je od papieża Benedykta XIV podczas pielgrzymki w 1754 r. Początkowo znajdowały się w kościele jego fundacji w Starym Miadziole. W 1832 r., po kasacie zakonu karmelitów po powstaniu listopadowym i zamknięciu kościoła, relikwie potajemnie wywieziono do kościoła w Nowym Miadziole w obawie przed profanacją. W 1838 r. córka Antoniego Koszczyca Anna, za zgodą władz kościelnych i świeckich przywiozła je do kościoła w Mosarzu, ponieważ tu mieszkała jej córka hrabina Barbara Brzostowska. Na początku lat 20. XX wieku rozpoczęła się batalia o relikwie między karmelitami ze Starego Madzioła, a kościołem mosarskim, posiadającym relikwie już od 90 lat. Po wielu staraniach, pismach i rozważaniach, decyzją Rady Dóbr Archidiecezji Wileńskiej z 1928 roku, relikwie pozostały w kościele św. Anny. W tym samym roku przeniesiono je z głównego ołtarza do bocznej kaplicy. 

## Architektura

Galeria
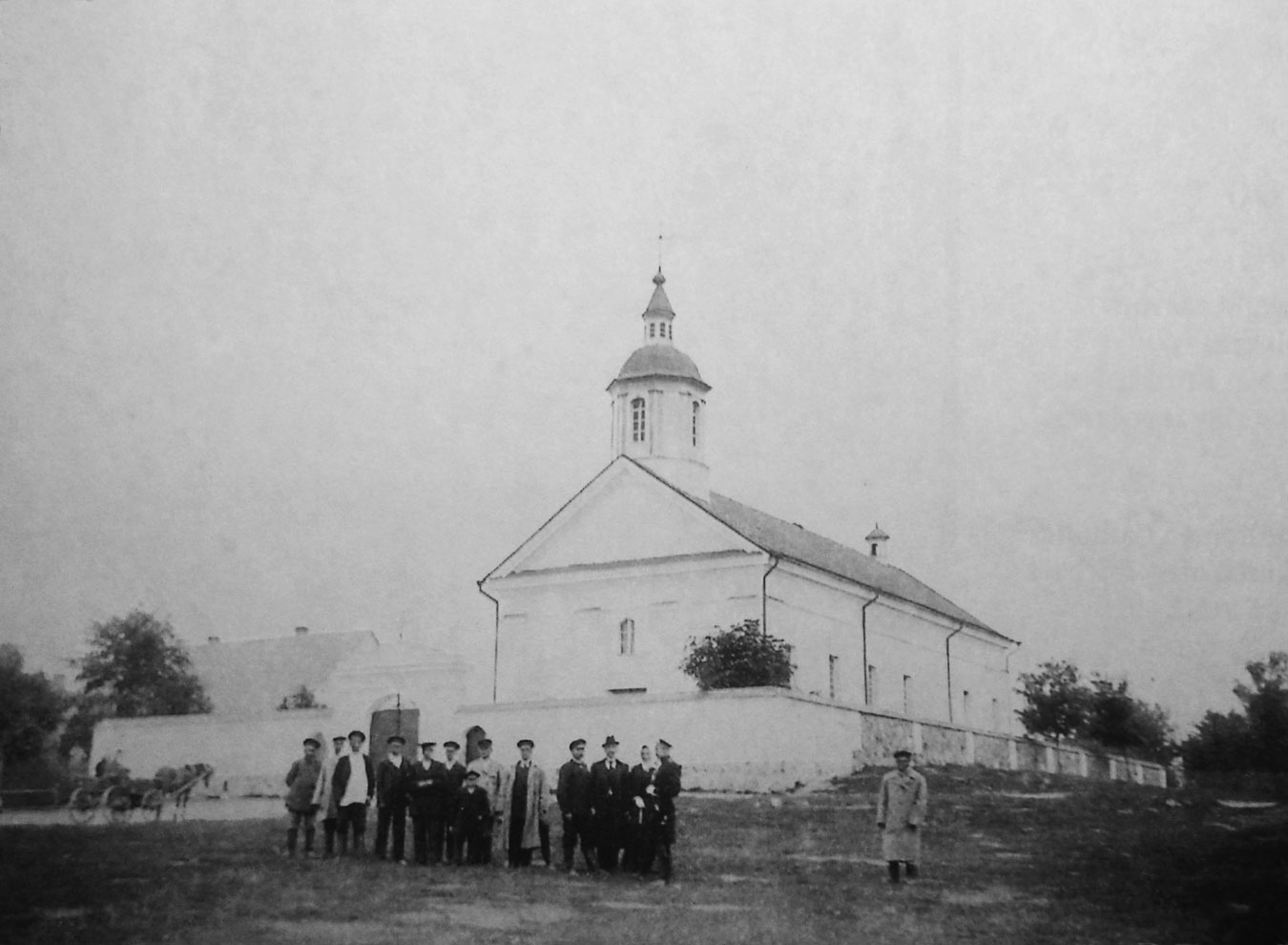
Kościół w na pocz. XX w.
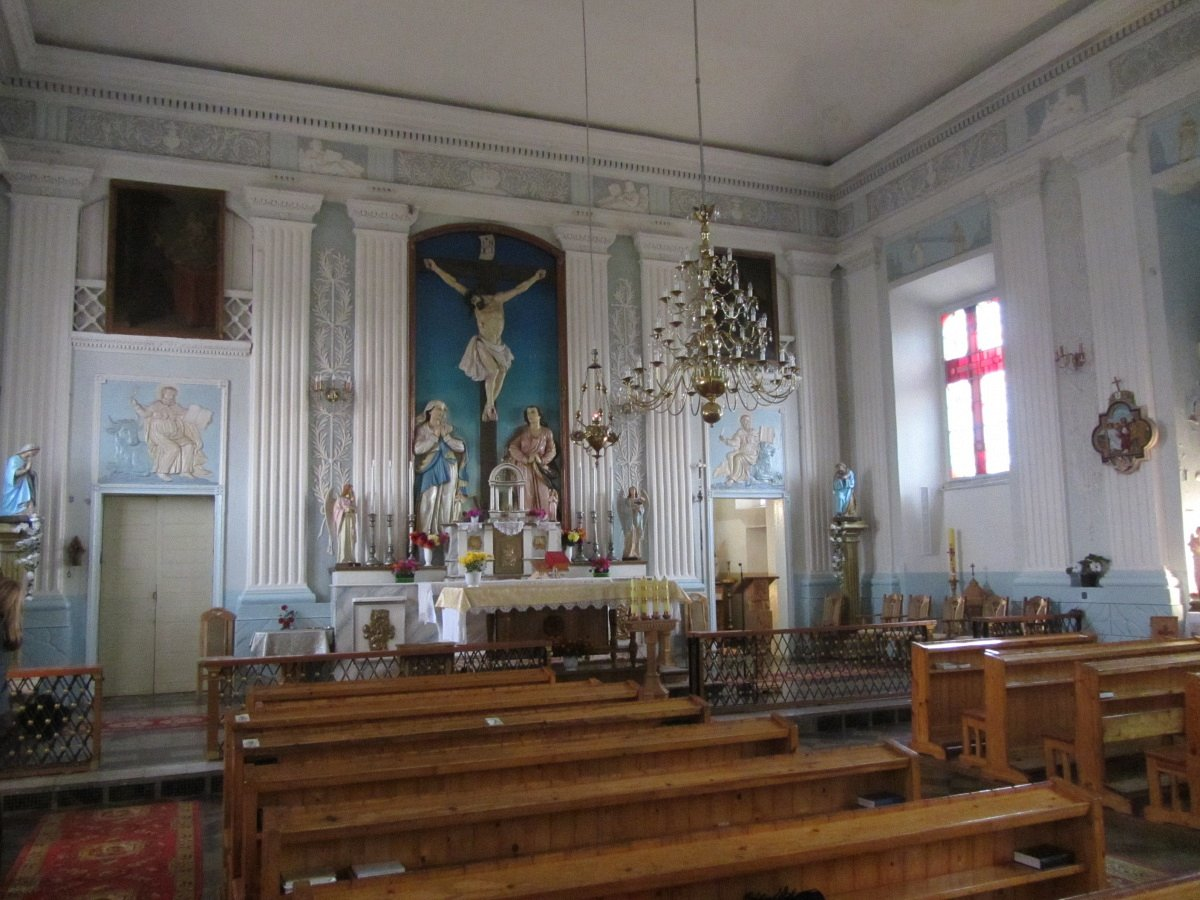
Wnętrze
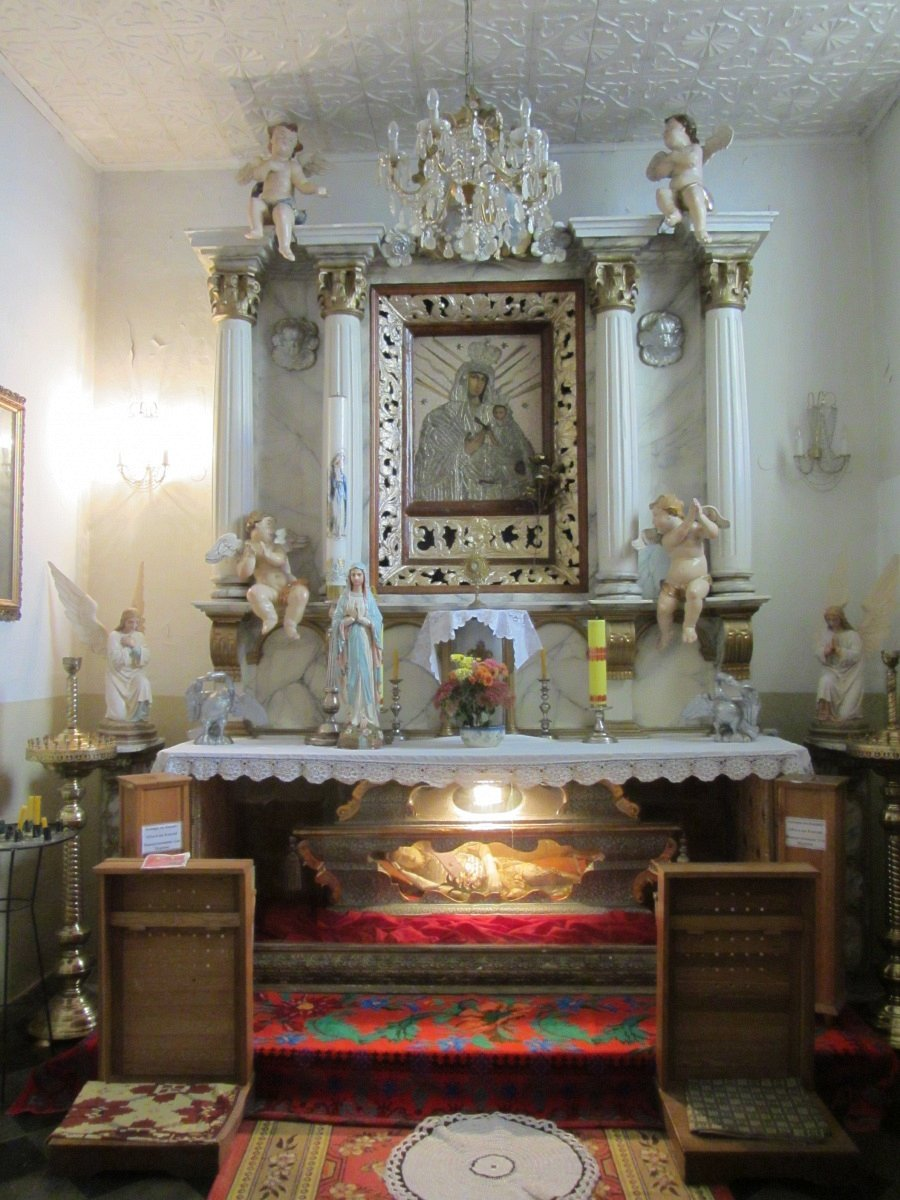
Ołtarz z relikwiami św. Justyna w kaplicy bocznej